# El Lledó (Castellbell i el Vilar)
El Lledó és un edifici situat al municipi de Castellbell i el Vilar, a la comarca catalana del Bages.